# Церковь Святого Иоанна (Цесис)

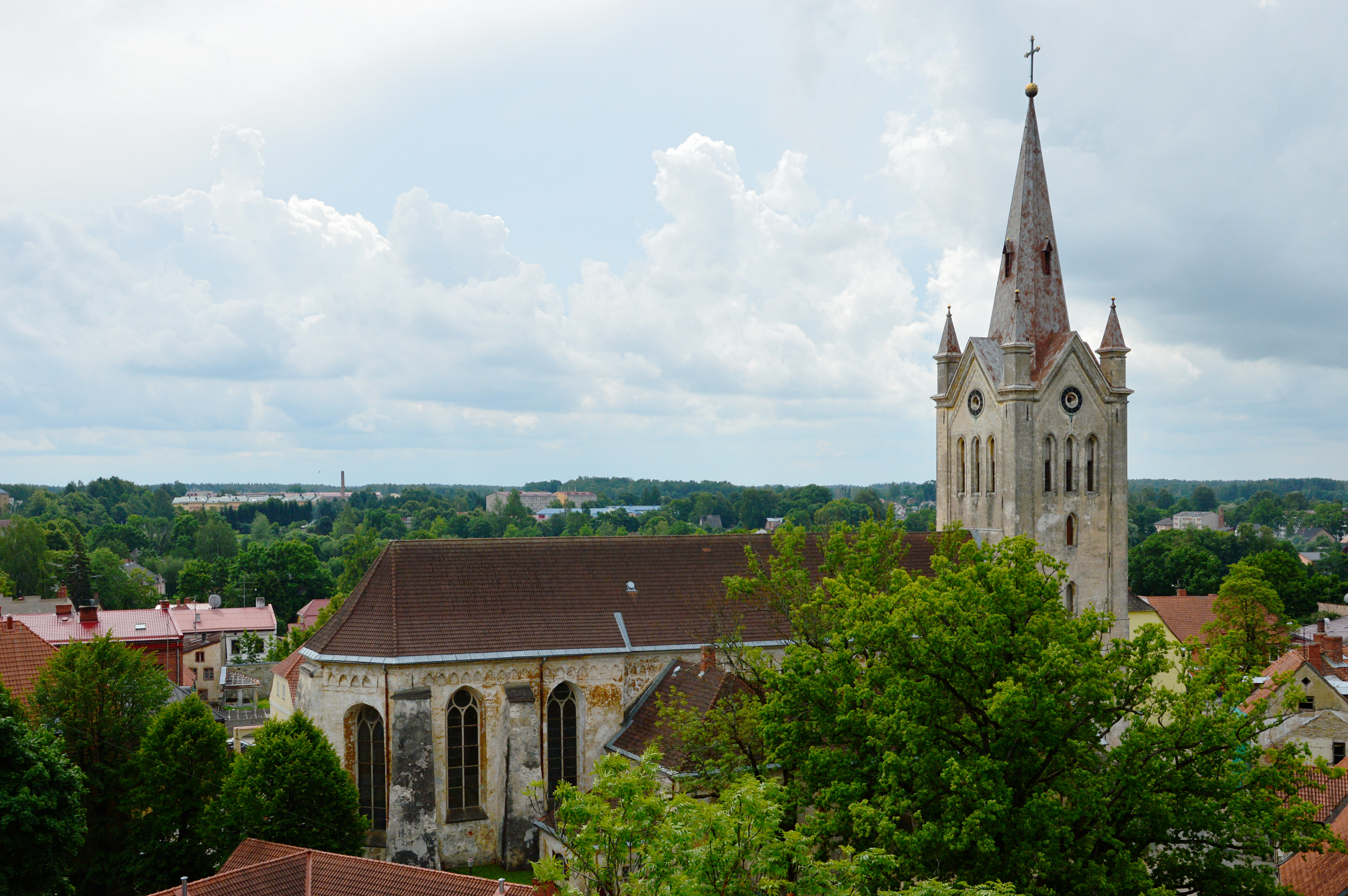
Церковь Святого Иоанна

Церковь Святого Иоанна в городе Цесис — крупнейшая в Латвии средневековая церковь за пределами Риги, в прошлом — главный храм Инфлянтов и Ливонского ордена.

## Начальный этап истории
С 1237 года, после разгрома рыцарского воинства Ордена меченосцев, одного из первых колонизаторов Прибалтийских территорий в начале XIII века, получившего благословение папы Иннокентия III, в битве при Сауле, Венден (историческое название Цесиса) превращается в одну из главных резиденций разгромленной милитаризованной организации, который впоследствии меняет своё название на Ливонский орден. В свете этих событий можно говорить о присвоении Вендену столичного статуса, что ко второй половине XIII века повлекло за собой превращение маленькой крепости Венден в один из новых административных центров орденской власти в Ливонии.
Эти внешнеполитические события имели значение для будущей венденской Иоанновской церкви. Первоначально же службы проходили в замковой капелле (замок был построен в 1207 году) и была церковь основана в целях облегчения интенсивной христианизации прибалтийских земель. Через несколько десятилетий после судьбоносной битвы при Сауле по мере становления Вендена возникла необходимость в строительстве более представительного каменного храма на территории нового орденского форпоста. Магистр Ливонского ордена Виллекин фон Шауэрберг к началу 1280-х годов принял решение о начале строительства отдельно стоящей церкви. Точная дата завершения строительных работ неизвестна, однако можно выделить период с 1283 по 1287 год, когда этот верховный администратор одной из феодальных организаций Ливонии взял на себя руководство работами по воздвижению будущей домской церкви Ливонского ордена. Также можно назвать важную дату в истории церкви — 24 июня 1284 года — в этот день храм был освящён и поименован в честь Иоанна Крестителя. Помимо магистра фон Шауэрберга работы по строительству церкви курировал рижский архиепископ Иоганн I Лунен.

## Период после Реформации
После межконфессиональных войн, связанных с движением Реформации, в церкви отправляли религиозный культ как приверженцы новой лютеранской веры, так и католики, что предопределило её статус одного из наиболее значимых объектов сакрального культа в Ливонии. Это во многом уникальное событие состоялось благодаря активной политической деятельности нового магистра Ливонского ордена Вальтера фон Плеттенберга, который в 1524 году в целях примирения жителей Ливонии провозгласил свободу вероисповедания в рижской Яковлевской церкви — в период его правления Венден переживает период полного рассвета в роли административного центра ордена. Один из религиозных проповедников, Бердер Бригерман, немало поспособствовал превращению Вендена в один из оплотов идей Реформации на севере Ливонии.

## Деятельность в польский период
В 1582 году, уже через два десятилетия после разгрома Ливонского ордена, в город входит вооружённое войско польского короля-полководца Стефана Батория, и Венден в одночасье оказывается охваченным движением непримиримой Контрреформации. Стефан Баторий немедленно после завоевания Венденской крепости основывает епископство Ливонское, и тогда же церковь становится главным католическим храмом в рамках этого епископства. На непродолжительное время Венден был избран орденом иезуитов в качестве своей резиденции (наряду с Ригой, столицей Ливонии). В это время в венденской Иоанновской церкви с 1583 по 1587 год работает епископ Андрей Патриций Нидецкий, захороненный в ней же; также в 1620 году в церкви похоронен долгое время работавший в ней член коллегии иезуитов Эрдман Толгсдорф, заслуги которого перед латышской литературой заключаются в том, что он осуществил перевод католического катехизиса, составленного польским литератором Петром Канизием.

## История военных лет
В период с 1615 по 1620 год во время изнурительной и продолжительной польско-шведской войны за господство в экономически привлекательных прибалтийских землях в Вендене, в венденском Иоанновском соборе работал католический проповедник Георг Эглер. Его заслуга заключается в том, что он собрал, систематизировал и издал первый в истории корпус католических песнопений на латышском языке. Книга также вышла в свет в последние годы шведско-польского противостояния, когда становилось понятным, что вскоре шведская армия одержит победу и вступит в Венден. Сразу же после войны Венден как город Видземской губернии переходит во владение Швеции, а в 1627 году шведский монарх-завоеватель Густав II Адольф дарит Венденское епископство (которое перестало быть католическим после присоединения к королевству) вместе с городом Венденом и Иоанновской церковью своему государственному канцлеру Акселю Уксеншерне, который был известен как талантливый и предприимчивый администратор.
На год раньше, в 1626 году новый суперинтендант Вендена Генрих Самсон начинает борьбу с языческими верованиями, укоренившимися в местных жителях, а также активно выступает против доминирования католических догм. Фактически новая административная верхушка борется за установление господствующего положения лютеранской веры в крае. Собор святого Иоанна становится лютеранским, он превращается в один из центров антикатолической реакции, которая охватывает Видземе после присоединения к Швеции по условиям Альтмаркского перемирия 1629 года.

## Строительство новой башни
Следующие важные события, которые касаются церкви Святого Иоанна в Вендене, происходят уже во второй половине XIX века. Тогда администрация края принимает решение о создании новой церковной башни. Работы по строительству были оперативно начаты весной 1853 года и завершены не менее оперативно осенью того же года. Башня была отстроена в неоготическом стиле, который естественным образом должен был соответствовать готическому зданию Иоанновской церкви. Строительными работами руководил опытный мастер-подрядчик латыш Марцис Подиньш-Сарумс, под руководством которого была воздвигнута мощная 65-метровая башня, по сию пору выполняющая функцию городской доминанты.

## История в период Великой Отечественной войны
В начальный период Великой Отечественной войны, когда Красная армия вела оборонительные бои, защищая Видземский край от нацистских захватчиков, по железной дороге Рига-Цесис проезжал состав, перевозивший боеприпасы, который был взорван. Последствия этого взрыва оказались крайне негативными для лютеранского Иоанновского храма — взрыв уничтожил значительную часть черепичной крыши церкви, а также безнадёжно повредил 56 ценных оконных витражей, которые погибли и не восстановлены до сих пор. Тем не менее в настоящее время[уточнить] цесисская католическая община взяла на себя ответственность за сбор пожертвований на финансирование работ по восстановлению пропавших витражей.
В числе уничтоженных взрывом витражей числится один, обладающий высокой культурно-исторической значимостью — витраж с изображением магистра Вальтера фон Плеттенберга, хитрого и умелого политика, скончавшегося в 1535 году и захороненного в Иоанновской церкви. Его гробница с примечательным барельефом сохранилась в зале собраний общины церкви, равно как и гробницы, а также надгробные камни и плиты некоторых других орденских магистров.
Далее в ходе военных действий крыша собора оказалась полностью разрушенной — вместе с ней существенно пострадало органное помещение. На финальном этапе Великой Отечественной войны в ходе боёв за освобождение Видземского края, которые вели подразделения Красной армии (октябрь 1944 года), затронутым бомбардировкой отступающих частей люфтваффе оказался южный участок крыши церкви, который обвалился, смяв остатки органного помещения и похоронив под собой орган церкви. Тем не менее орган впоследствии был успешно отреставрирован, и на данный момент он представляет собой шестой по старшинству орган на территории современной Латвии (его авторы — отец Валькер и пять его сыновей, основавшие в родном городе Людвигсбурге фирму Валькер).

## Параметрическая характеристика
В настоящий момент цесисская церковь Святого Иоанна является крупнейшей готической базиликой за пределами Риги. Её длина — 65 метров, в ширину храм достигает 32 метров. Уже упоминавшаяся выше неоготическая башня органично венчает западный участок собора; её шпиль достигает 15 метров в высоту. Церковь рассчитана ровно на тысячу сидячих мест. Многие из объектов интерьера представляют собой бесспорную культурно-историческую ценность и относятся к памятникам культуры государственного значения. При осмотре панорамы Цесиса открывается живописный вид на Зилайс калнс (в переводе с латышского Синий холм), который располагается в 40 километрах от здания храма. Сама церковь может похвастаться примечательным местоположением: её порог возвышается на 100 метров над уровнем моря.
Регулярно в церкви проводятся музыкальные мероприятия в рамках Международного фестиваля молодых органистов. Также в церкви устраиваются различные выставки религиозной и светской живописи.

## Алтарь
Уже упоминавшаяся высокая культурно-историческая ценность целого ряда объектов интерьера в первую очередь касается церковного алтаря. Он был спроектирован в неоготическом стиле придворным архитектором Андреем Ивановичем Штакеншнайдером, работавшим в период правления российского императора Николая I. Этот архитектор немецкого происхождения известен своими грандиозными работами в Санкт-Петербурге — в первую очередь Мариинским дворцом, спроектированным и построенным в 1839—1844 годы, в котором ныне располагается городская мэрия культурной столицы России, а также Николаевским дворцом, который в настоящее время носит название Дворца труда. Работами по скульптурной отделке алтаря занимался видземский столярных дел мастер, известный в Вендене резчик по дереву по фамилии Биденрот. Весомую финансовую поддержку созданию роскошного алтаря оказал владелец усадьбы замкового типа в окрестностях Вендена представитель знатного остзейского рода фон Сиверсов.

## Алтарная картина
Автором религиозной картины, расположенной в центре алтаря, является эстонский живописец Иоганн Келер. В аспекте религиозной сюжетики изобразительного искусства картина представляет собой триптих, состоящий из взаимодополняющих компонентов, которые носят названия «Голгофа», «Христос у креста» и «Распятие», а в общем этот комплекс алтарной живописи получил авторское название PIETA (пьета, сцена оплакивания Христа Богоматерью). Художник завершил картину зимой 1858 года; он писал её маслом на холсте, параметры которого — 4,63 на 2,04 метра. Эта картина имеет несколько копий, которые расположены в разных храмах разных стран: в церкви шведского лютеранского прихода в Санкт-Петербурге, в церкви Святого Мартина (в Риге), в венской церкви Святого Себастьяна и в церкви общины Каркус на территории Эстонии. В начале XX века признавалась самой дорогой алтарной картиной в Прибалтийских губерниях Российской империи.

## Комплекс захоронений магистров Ливонского ордена
- Магистр Иоганн Фридрих фон Лоринкгофен (ок. 1430 — 26 мая 1494)
- Магистр Вальтер фон Плеттенберг (ок. 1450 — 28 февраля 1535)
- Магистр Герман фон Брюггеноэ (ок. 1475 — 4 февраля 1549)

## Изделия из металла
В данном случае особенно примечательна сразу бросающаяся в глаза в зале собраний церковной общины ветвистая лампа Ламбергов — она была подарена церкви семьёй торговцев Ламбергов, входивших в состав цесисской Большой (купеческой) гильдии в 1781 году.

## Витражи
Несмотря на разрушения, коснувшиеся Иоанновской церкви в период нацистской оккупации, некоторые витражи всё же дошли до наших дней в целости и сохранности. Таковы гербовые витражи из цветного стекла, донесшие до нас геральдические изображения Ливонского ордена, Видземской губернии, Вендена и ордена Меченосцев. Старейшие из гербов были изготовлены в витражной мастерской берлинского художника Хейнерндорфа в 1884 году. В других пустующих в наши дни оконных проёмах ранее располагались витражи с изображениями жертвователей, вносивших наибольший вклад в благоустройство церкви Святого Иоанна Крестителя. В 1938 году Цесисская Сберегательная касса также принесла в дар собору витраж, созданный по эскизу латышского художника Петериса Кундзиньша.